# 캔디스 아콜라
캔디스 킹(Candice King, 1987년 5월 13일 ~ )은 미국의 배우, 싱어송라이터이다.

## 출연 작품
- 애프터: 그 후 (2020)
- 더 트루 어바웃 엔젤스 (2009)
- 데드걸 (2008)
- 한나 몬타나와 마일리 사이러스 (2008)
- 온 더 돌 (2007)
- 주노 (2007)

### 텔레비전
- 뱀파이어 다이어리 (2009-17)